# Microbisium brunneum
Espèce
Synonymes
- Obisium brunneum Hagen, 1868

Microbisium brunneum est une espèce de pseudoscorpions de la famille des Neobisiidae.

## Distribution
Cette espèce se rencontre au Canada, aux États-Unis et au Costa Rica.

## Systématique et taxinomie
Cette espèce a été décrite sous le protonyme Obisium brunneum par Hagen en 1868. Elle est placée dans le genre Microbisium par Chamberlin en 1930.

## Publication originale
- Hagen, 1868 : The American pseudo-scorpions. Record of American Entomology for the Year 1868, p. 48-52 (texte intégral).